# Arondismentul Bergerac
Arondismentul Bergerac (în franceză Arrondissement de Bergerac) este un arondisment din departamentul Dordogne, regiunea Aquitania, Franța.

## Subdiviziuni

### Cantoane
- Cantonul Beaumont-du-Périgord
- Cantonul Bergerac-1
- Cantonul Bergerac-2
- Cantonul Le Buisson-de-Cadouin
- Cantonul Eymet
- Cantonul La Force
- Cantonul Issigeac
- Cantonul Lalinde
- Cantonul Monpazier
- Cantonul Sainte-Alvère
- Cantonul Sigoulès
- Cantonul Vélines
- Cantonul Villamblard
- Cantonul Villefranche-de-Lonchat

### Comune
| 1. Alles-sur-Dordogne (24005)          | 2. Badefols-sur-Dordogne (24022)        | 3. Baneuil (24023)                     | 4. Bardou (24024)                                  |
| 5. Bayac (24027)                       | 6. Beaumont-du-Périgord (24028)         | 7. Beauregard-et-Bassac (24031)        | 8. Beleymas (24034)                                |
| 9. Bergerac (24037)                    | 10. Biron (24043)                       | 11. Boisse (24045)                     | 12. Bonneville-et-Saint-Avit-de-Fumadières (24048) |
| 13. Bosset (24051)                     | 14. Bouillac (24052)                    | 15. Bouniagues (24054)                 | 16. Bourniquel (24060)                             |
| 17. Le Buisson-de-Cadouin (24068)      | 18. Calès (24073)                       | 19. Campsegret (24077)                 | 20. Capdrot (24080)                                |
| 21. Carsac-de-Gurson (24083)           | 22. Cause-de-Clérans (24088)            | 23. Clermont-de-Beauregard (24123)     | 24. Colombier (24126)                              |
| 25. Conne-de-Labarde (24132)           | 26. Cours-de-Pile (24140)               | 27. Couze-et-Saint-Front (24143)       | 28. Creysse (24145)                                |
| 29. Cunèges (24148)                    | 30. Douville (24155)                    | 31. Eymet (24167)                      | 32. Faurilles (24176)                              |
| 33. Faux (24177)                       | 34. Flaugeac (24181)                    | 35. Le Fleix (24182)                   | 36. Fonroque (24186)                               |
| 37. La Force (24222)                   | 38. Fougueyrolles (24189)               | 39. Fraisse (24191)                    | 40. Gageac-et-Rouillac (24193)                     |
| 41. Gardonne (24194)                   | 42. Gaugeac (24195)                     | 43. Ginestet (24197)                   | 44. Issac (24211)                                  |
| 45. Issigeac (24212)                   | 46. Labouquerie (24219)                 | 47. Lalinde (24223)                    | 48. Lamonzie-Montastruc (24224)                    |
| 49. Lamonzie-Saint-Martin (24225)      | 50. Lamothe-Montravel (24226)           | 51. Lanquais (24228)                   | 52. Lavalade (24231)                               |
| 53. Laveyssière (24233)                | 54. Lembras (24237)                     | 55. Limeuil (24240)                    | 56. Liorac-sur-Louyre (24242)                      |
| 57. Lolme (24244)                      | 58. Lunas (24246)                       | 59. Les Lèches (24234)                 | 60. Marsalès (24257)                               |
| 61. Maurens (24259)                    | 62. Mauzac-et-Grand-Castang (24260)     | 63. Mescoules (24267)                  | 64. Minzac (24272)                                 |
| 65. Molières (24273)                   | 66. Monbazillac (24274)                 | 67. Monestier (24276)                  | 68. Monfaucon (24277)                              |
| 69. Monmadalès (24278)                 | 70. Monmarvès (24279)                   | 71. Monpazier (24280)                  | 72. Monsac (24281)                                 |
| 73. Monsaguel (24282)                  | 74. Montagnac-la-Crempse (24285)        | 75. Montaut (24287)                    | 76. Montazeau (24288)                              |
| 77. Montcaret (24289)                  | 78. Montferrand-du-Périgord (24290)     | 79. Montpeyroux (24292)                | 80. Mouleydier (24296)                             |
| 81. Moulin-Neuf (24297)                | 82. Nastringues (24306)                 | 83. Naussannes (24307)                 | 84. Nojals-et-Clotte (24310)                       |
| 85. Paunat (24318)                     | 86. Pezuls (24327)                      | 87. Plaisance (24168)                  | 88. Pomport (24331)                                |
| 89. Pontours (24334)                   | 90. Port-Sainte-Foy-et-Ponchapt (24335) | 91. Pressignac-Vicq (24338)            | 92. Prigonrieux (24340)                            |
| 93. Queyssac (24345)                   | 94. Rampieux (24347)                    | 95. Razac-d'Eymet (24348)              | 96. Razac-de-Saussignac (24349)                    |
| 97. Ribagnac (24351)                   | 98. Rouffignac-de-Sigoulès (24357)      | 99. Sadillac (24359)                   | 100. Saint-Agne (24361)                            |
| 101. Saint-Antoine-de-Breuilh (24370)  | 102. Saint-Aubin-de-Cadelech (24373)    | 103. Saint-Aubin-de-Lanquais (24374)   | 104. Saint-Avit-Rivière (24378)                    |
| 105. Saint-Avit-Sénieur (24379)        | 106. Saint-Capraise-d'Eymet (24383)     | 107. Saint-Capraise-de-Lalinde (24382) | 108. Saint-Cassien (24384)                         |
| 109. Saint-Cernin-de-Labarde (24385)   | 110. Saint-Félix-de-Villadeix (24405)   | 111. Saint-Georges-Blancaneix (24413)  | 112. Saint-Georges-de-Montclard (24414)            |
| 113. Saint-Germain-et-Mons (24419)     | 114. Saint-Géraud-de-Corps (24415)      | 115. Saint-Géry (24420)                | 116. Saint-Hilaire-d'Estissac (24422)              |
| 117. Saint-Jean-d'Estissac (24426)     | 118. Saint-Jean-d'Eyraud (24427)        | 119. Saint-Julien-d'Eymet (24433)      | 120. Saint-Julien-de-Crempse (24431)               |
| 121. Saint-Laurent-des-Bâtons (24435)  | 122. Saint-Laurent-des-Vignes (24437)   | 123. Saint-Léon-d'Issigeac (24441)     | 124. Saint-Marcel-du-Périgord (24445)              |
| 125. Saint-Marcory (24446)             | 126. Saint-Martin-de-Gurson (24454)     | 127. Saint-Martin-des-Combes (24456)   | 128. Saint-Michel-de-Montaigne (24466)             |
| 129. Saint-Méard-de-Gurçon (24461)     | 130. Saint-Nexans (24472)               | 131. Saint-Perdoux (24483)             | 132. Saint-Pierre-d'Eyraud (24487)                 |
| 133. Saint-Romain-de-Monpazier (24495) | 134. Saint-Rémy (24494)                 | 135. Saint-Sauveur (24499)             | 136. Saint-Seurin-de-Prats (24501)                 |
| 137. Saint-Vivien (24514)              | 138. Sainte-Alvère (24362)              | 139. Sainte-Croix (24393)              | 140. Sainte-Eulalie-d'Eymet (24402)                |
| 141. Sainte-Foy-de-Longas (24407)      | 142. Sainte-Innocence (24423)           | 143. Sainte-Radegonde (24492)          | 144. Sainte-Sabine-Born (24497)                    |
| 145. Saussignac (24523)                | 146. Serres-et-Montguyard (24532)       | 147. Sigoulès (24534)                  | 148. Singleyrac (24536)                            |
| 149. Soulaures (24542)                 | 150. Thénac (24549)                     | 151. Trémolat (24558)                  | 152. Urval (24560)                                 |
| 153. Varennes (24566)                  | 154. Verdon (24570)                     | 155. Vergt-de-Biron (24572)            | 156. Villamblard (24581)                           |
| 157. Villefranche-de-Lonchat (24584)   | 158. Vélines (24568)                    | 159. Église-Neuve-d'Issac (24161)      |                                                    |